# Bambuskohle
Bambuskohle ist eine Holzkohle, die aus Bambus gewonnen wird. Sie wird vor allem in der Volksrepublik China in einer Größenordnung von etwa 800.000 Tonnen pro Jahr hergestellt. Bambuskohle ist in „vielen tropischen und subtropischen Gebieten eine der wichtigsten Energiequellen zum Kochen und Heizen“. Die Bambushalme selbst eignen sich nur schlecht als Brennmaterial, da sie sich nicht gut lagern lassen, zu schnell verbrennen und beim Brennen stark qualmen.
Bambuskohle wird in China seit etwa 1000 Jahren hergestellt. Sie wird – wie Holzkohle sonst auch – durch Pyrolyse aus Bambus hergestellt: unter kontrollierter oder schließlich fehlender Luftzufuhr werden die Bambushalme erhitzt; dadurch werden alle flüchtigen Inhaltsstoffe wie Wasser und kleinere Moleküle abgegeben, von der Rohmasse fallen etwa 30 Gewichtsprozent Bambuskohle an. Geeignet für die Verkohlung sind Bambushalme, die mindestens vierjährig gewachsen sind und weitgehend verholzt sind. Die in China hergestellte Bambuskohle wird als Rohprodukt und auch verarbeitet exportiert. Kuppelprodukte der Bambuskohle, die bei der Herstellung auch entstehen, sind Bambusessig, Bambusgas und Bambusasche.
Mehrere internationale Projekte und internationale Programme etwa des "International Network for Bamboo and Rattan" (Inbar) und der International Tropical Timber Organization (ITTO) fördern die Verwendung von Bambuskohle.